# Thylactus pulawskii
Thylactus pulawskii är en skalbaggsart som beskrevs av Hua 1986. Thylactus pulawskii ingår i släktet Thylactus och familjen långhorningar. Inga underarter finns listade i Catalogue of Life.